# Erythropitta arquata
La pitta a bande blu o pitta minore (Erythropitta arquata (Gould, 1871)) è un uccello passeriforme della famiglia dei Pittidi.

## Descrizione

### Dimensioni
Con appena 15 cm di lunghezza massima e 42 g di peso, la pitta a bande blu rappresenta la specie di minori dimensioni dell'intera famiglia Pittidae.

### Aspetto
Questi uccelli hanno un aspetto massiccio e paffuto, con ali e coda corte, testa arrotondata e becco allungato.

In questa specie è presente un dimorfismo sessuale piuttosto netto: la colorazione del maschio è infatti rosata sulla faccia, mentre vertice e nuca sono rossi e dietro l'occhio parte una sottile banda azzurra che raggiunge la base della nuca. Azzurro brillante è anche il margine delle penne fra gola e petto (da cui il nome comune della specie), mentre petto, ventre e sottocoda sono rossi e dorso, ali e coda sono azzurro-blu. La femmina è invece prevalentemente bruna, con gola, ventre e banda postoculare biancastri e decise sfumature rossicce sui fianchi: in ambedue i sessi il becco è nerastro, gli occhi sono verde-azzurri e le zampe sono di colore carnicino.

## Biologia

### Comportamento
Si tratta di uccelli dalle abitudini diurne e solitarie, molto timidi ma allo stesso tempo assai territoriali verso i conspecifici: essi passano la maggior parte della giornata al suolo, muovendosi nel sottobosco alla ricerca di cibo.

### Alimentazione
La dieta di questi uccelli si basa su lombrichi e chiocciole, venendo inoltre integrata quando possibile con insetti e altri invertebrati di piccole dimensioni.

### Riproduzione
La riproduzione di questi uccelli non è stata finora descritta in natura, ma si ritiene tuttavia che non si discosti significativamente dal pattern seguito dalle altre specie di pitte.

## Distribuzione e habitat
La pitta dalle bande blu è endemica del Borneo, dove abita perlopiù le regioni centrali: il suo habitat è rappresentato dalla foresta pluviale con presenza di folto sottobosco.